# Cucullia buddhae
Cucullia buddhae är en fjärilsart som beskrevs av Walker 1858. Cucullia buddhae ingår i släktet Cucullia och familjen nattflyn. Inga underarter finns listade i Catalogue of Life.